# شهرستان روبر-کلیش
شهرستان روبر-کلیش (به انگلیسی: Robert-Cliche Regional County Municipality) یک منطقهٔ مسکونی در کانادا است که در شودییر-آپالاش واقع شده‌است. شهرستان روبر-کلیش ۸۴۴٫۸۰ کیلومتر مربع مساحت و ۱۹٬۲۸۸ نفر جمعیت دارد.